# Danimarca agli VIII Giochi olimpici invernali
La Danimarca partecipò agli VIII Giochi olimpici invernali, svoltisi a Squaw Valley, Stati Uniti, dal 18 al 28 febbraio 1960, con una delegazione di 1 atleta impegnato in una disciplina.